# Pawężnica rudawa

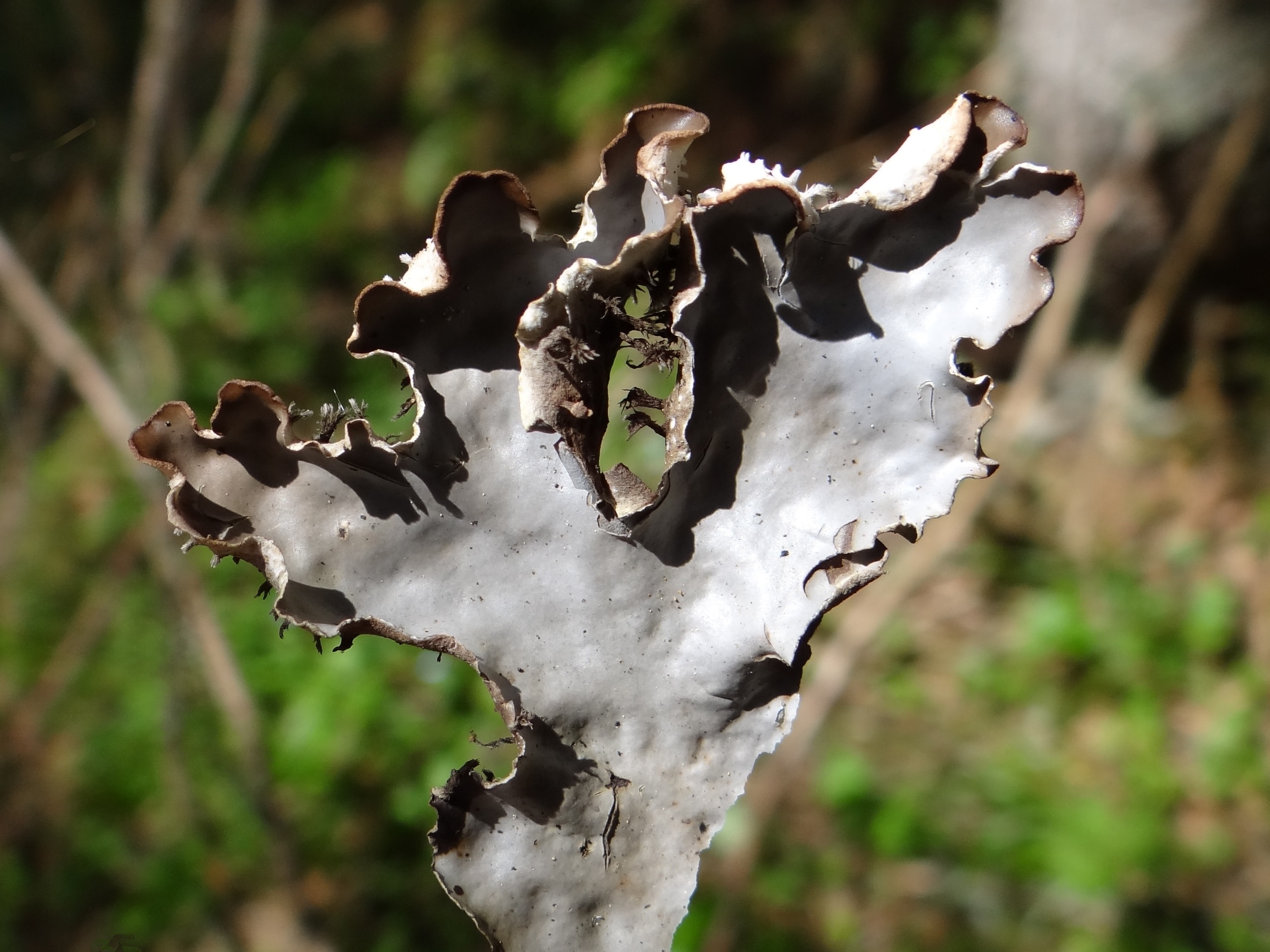
Fragment plechy (górna powierzchnia)

 Pawężnica rudawa  (Peltigera rufescens  (Weiss) Humb.) – gatunek grzybów z rodziny pawężnicowatych (Peltigeraceae). Ze względu na współżycie z glonami zaliczany jest do porostów. 

## Systematyka i nazewnictwo
Pozycja w klasyfikacji według Index Fungorum: Peltigera, Peltigeraceae, Peltigerales, Lecanoromycetidae, Lecanoromycetes, Pezizomycotina, Ascomycota, Fungi.
Po raz pierwszy takson ten zdiagnozował w 1770 r. Friedrich Wilhelm Weiss w randze odmiany jako Lichen caninus var. rufescens. Do rangi odrębnego gatunku podniósł go Alexander von Humboldt w 1793 r.
Synonimy nazwy naukowe:

- Lichen caninus var. rufescens Weiss 1770
- Lichen rufescens (Weiss) Neck. 1771
- Peltidea rufescens (Weiss) Ach. 1803
- Peltidea rufescens (Weiss) Ach. 1803, var. rufescens
- Peltigera canina var. rufescens (Weiss) Mudd 1861

Nazwa polska według Krytycznej listy porostów i grzybów naporostowych Polski. 

## Morfologia
Duża listkowata, mniej więcej okrągława w zarysie plecha osiągająca szerokość 5–15 cm. Składa się z wielu spłaszczonych i wydłużonych odcinków o szerokości do 1 cm i długości do 5 cm. Dzielą się one dychotomicznie i mają zaokrąglone końce i podwinięte do góry brzegi. Powierzchnia górna ma barwę szarawą lub brązowawą, w stanie suchym czarniawą, w stanie mokrym zielonawą, jest gładka, matowa, często biało oprószona. Brak urwistków i izydiów. Dolna powierzchnia ma barwę od kremowej do jasnobrązowej i brązowe żyłki. Charakterystyczną cechą jest występowanie na niej ciemnych i rozgałęzionych chwytników. Rdzeń plechy jest biały, zbudowany z luźno splątanych strzępek grzyba. Fotobiontem są glony z rodzaju Nostoc. Reakcje barwne porostów: wszystkie negatywne.
Apotecja powstają dość często na górnej powierzchni zagiętych końców. Są czerwonobrązowe i siodełkowato wygięte i mają średnicę do 5 mm. Powstają w nich kilkukomórkowe o wrzecionowatym kształcie, bezbarwne, igiełkowate i bardzo wydłużone askospory o rozmiarach 30–70 × 3–5 μm. W jednym worku powstaje po 8 askospor. Mają przegrody poprzeczne. 

## Występowanie i siedlisko
Gatunek kosmopolityczny, występujący niemal na wszystkich kontynentach. Nie występuje tylko na Antarktydzie, ale występuje na należących do Antarktyki wyspach Orkady Południowe i Szetlandy Południowe. Występuje także na wielu innych wyspach na całym świecie. Na półkuli północnej północna granica zasięgu sięga po północne wybrzeża Grenlandii i wyspy Svalbard.  
W Polsce występuje na obszarze całego kraju. Rośnie na ziemi, głównie na otwartych, dobrze oświetlonych terenach, rzadziej w lesie, czasami także na siedliskach antropogenicznych. Jest dość częsta i nie znajduje się na  Czerwonej liście roślin i grzybów Polski. W Polsce był gatunkiem ściśle chronionym, od 9 października 2014 r. został wykreślony z listy gatunków porostów chronionych.

## Gatunki podobne
- pawężnica węgierska (Peltigera pojonensis). Ma chwytniki jasne i pojedyncze.
- pawężnica psia (Peltigera canina). Chwytniki ma rozgałęzione, ale jasne[5].